# Jean Baile
Pour les articles homonymes, voir Baile.
Jean III Baile, mort en septembre 1494 à Lyon, est un prélat français du XVe siècle, archevêque d'Embrun.

## Biographie
Jean Baile est le fils de Jean Baile, président du parlement du Dauphiné, nommé par Charles VII, reçu en 1455, déposé par Louis XI en 1461.
Jean Baile est chanoine d'Embrun. Il est élu archevêque par le chapitre de cette église en 1457. La Grande Encyclopédie mentionne deux archevêques qui ont siégé entre 1457 et 1494, Jean III de Montmagny, puis Jean IV Baile. Le Trésor de Chronologie ne fait pas mention dans sa liste de Jean de Montmagny, mais seulement de Jean Bayle dont l'épiscopat, selon cette source, a duré pendant toute cette période.
Jacques de Caulers lui dispute la possession de son siège archiépiscopal. Caulers est élevé à la même dignité par une bulle du pape Calixte III à la sollicitation de Louis XI. En plus il paraît qu'avant de procéder à l'élection de notre archevêque, les chanoines d'Embrun sont convenus entre eux de certains articles dont l'acceptation préalable devait former une condition sine qua non à la validité de la future élection. Ces articles peuvent se résumer ainsi : celui qui sera élu paiera telle somme et telles redevances à ses électeurs. D'autres sources disent que Jean Baile est élevé fort jeune à l'épiscopat par la protection du cardinal Guillaume d'Estouteville, non sans soupçons de simonie. Baile n'ayant pas d'argent pour payer les sommes promises à ses chanoines ne tarde pas à se voir poursuivi par eux. Les chanoines le citent à Rome devant le pape qui commet Gautier, évêque de Gap, pour examiner et juger cette affaire. Son jugement est favorable aux chanoines. Les chanoines  s'adressent alors au parlement de Grenoble qui presse l'archevêque et l'oblige à se réfugier à la cour de Rome. Le pape Sixte IV l'envoie à Avignon, où il lui donne la commission de vice-légat. Baile épargne à Avignon pour payer ses dettes. Il revient ensuite à Embrun où il paie ce qu'il doit.
Jean Baile a pris la tête la Croisade contre les vaudois de 1488, massacre perpétré lors de la répression religieuse conduite en 1488 par l'inquisiteur Alberto Cattaneo, mandaté par le pape Innocent VIII contre les Vaudois des vallées de Freissinières, de la Vallouise, de L'Argentière et du Val Cluson.
Baile aime les lettres. Il fait composer un nouveau bréviaire à l'usage de son diocèse, qui n'est imprimé que sous un de ses successeurs, François de Tournon. 